# Oberbozen
Oberbozen (italienisch Soprabolzano) ist eine Fraktion der Gemeinde Ritten in Südtirol (Italien). Das Dorf, zu dem auch der südwestlich anschließende Ortsteil Maria Himmelfahrt gehört, befindet sich auf dem Hochplateau des Ritten in 1220 m Höhe. Aufgrund des Höhenunterschiedes zur Landeshauptstadt Bozen sind die beiden Orte mit der Rittner Seilbahn verbunden, die den Personentransport auf dem ehemaligen Zahnradabschnitt der Rittner Bahn übernommen hat.

## Geschichte
Der Ortsname, der auf die unmittelbare Höhenlage oberhalb Bozen Bezug nimmt, ist ersturkundlich in den Notarsbüchern von Jakob Haas von 1237 und 1242 als „Oberpoazen“ bezeugt; bereits 1302 erscheint die modernere Variante „Oberbotzen“. 1408 fungiert ein Lüdwicus de Oberpoczen als Amtsrichter am Ritten. Oberbozen bildete früher eine Malgrei im herrschaftlichen Gericht Stein am Ritten, die 1671 und 1676 erwähnt ist. Dein Einwohnern diente ursprünglich die etwas außerhalb auf einem bewaldeten Hügel gelegene St.-Georgs-und-Jakobs-Kirche als Ortskirche, Filiale der Pfarre St. Luzia in Unterinn wo auch der Friedhof lag. Später wurde die Kirche Maria Himmelfahrt in der Ortsmitte des zu Oberbozen gerechneten Weilers Maria Himmelfahrt genutzt, bis schließlich Oberbozen zur selbständigen Pfarre erhoben wurde und man von 1989 bis 1991 in Oberbozen die neue Pfarrkirche errichtete. Die italienische Namensform ist eine wörtliche Übersetzung jüngeren Datums, die von der faschistischen Administration 1923 eingeführt wurde.

## Dorfgestaltung
Das Dorfzentrum befindet sich gegenüber der Bergstation der Seilbahn. Dort haben sich mehrere Läden an der Nordseite der Hauptstraße angesiedelt. Die Wohngebäude erstrecken sich vor allem leicht erhöht im Norden der Hauptstraße. Die ‚Hofer Lun‘, eine unverbaute Graswiese in der Ortsmitte, minimiert die Verdichtung des Dorfes. Am Dorfrand befinden sich das Feuerwehrhaus, das Schwimmbad und der Eislaufplatz, der im Sommer zu einem Fußballplatz wird. Das Dorf befindet sich in einer Schräglage. Ist man von der Hauptstraße Richtung Norden (Gstrahler Moor) unterwegs, muss man eine Geländestufe mit einer erheblichen Steigung überwinden.

## Wirtschaft

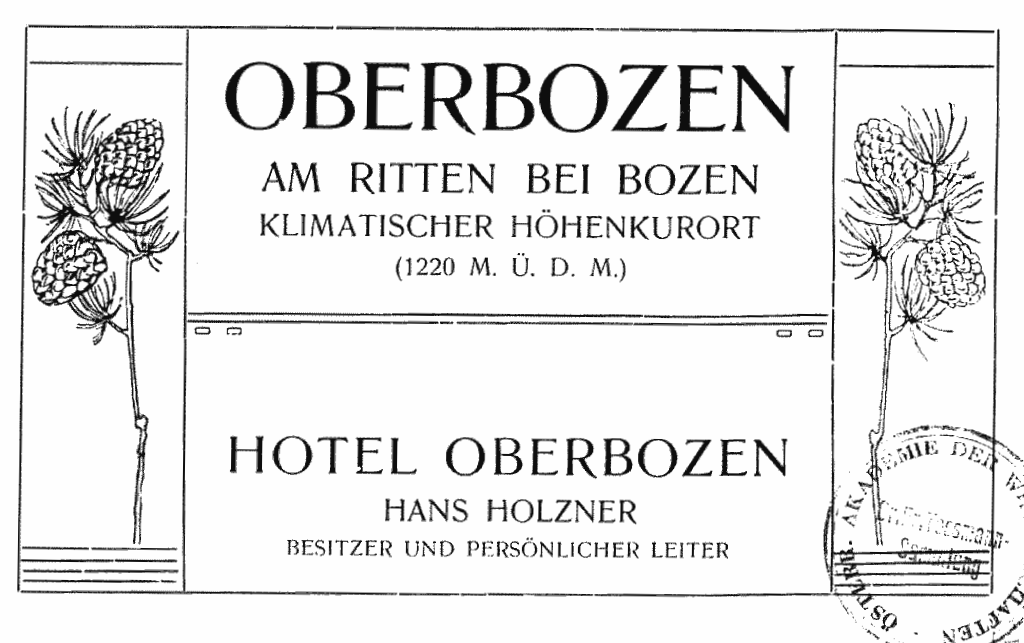
Werbeschaltung des Hotels Oberbozen (Parkhotel Holzner) von 1910

Landwirtschaft, Tourismus aber auch das Handwerk bilden die Haupteinnahmequellen der Fraktion Oberbozen. Größere Tourismus-Betriebe sind das 1905/07 im Stil der Tiroler Alpenhotels im Auftrag der Rittnerbahn-Akltiengesellschaft von Musch & Lun errichtete Parkhotel Holzner (ehemals Hotel Oberbozen) sowie das Hotel Post-Victoria. Der größte Handwerksbetrieb ist Elektro Rottensteiner.

## Bildung
In Oberbozen gibt es eine Grundschule für die deutsche Sprachgruppe.

## Sehenswertes

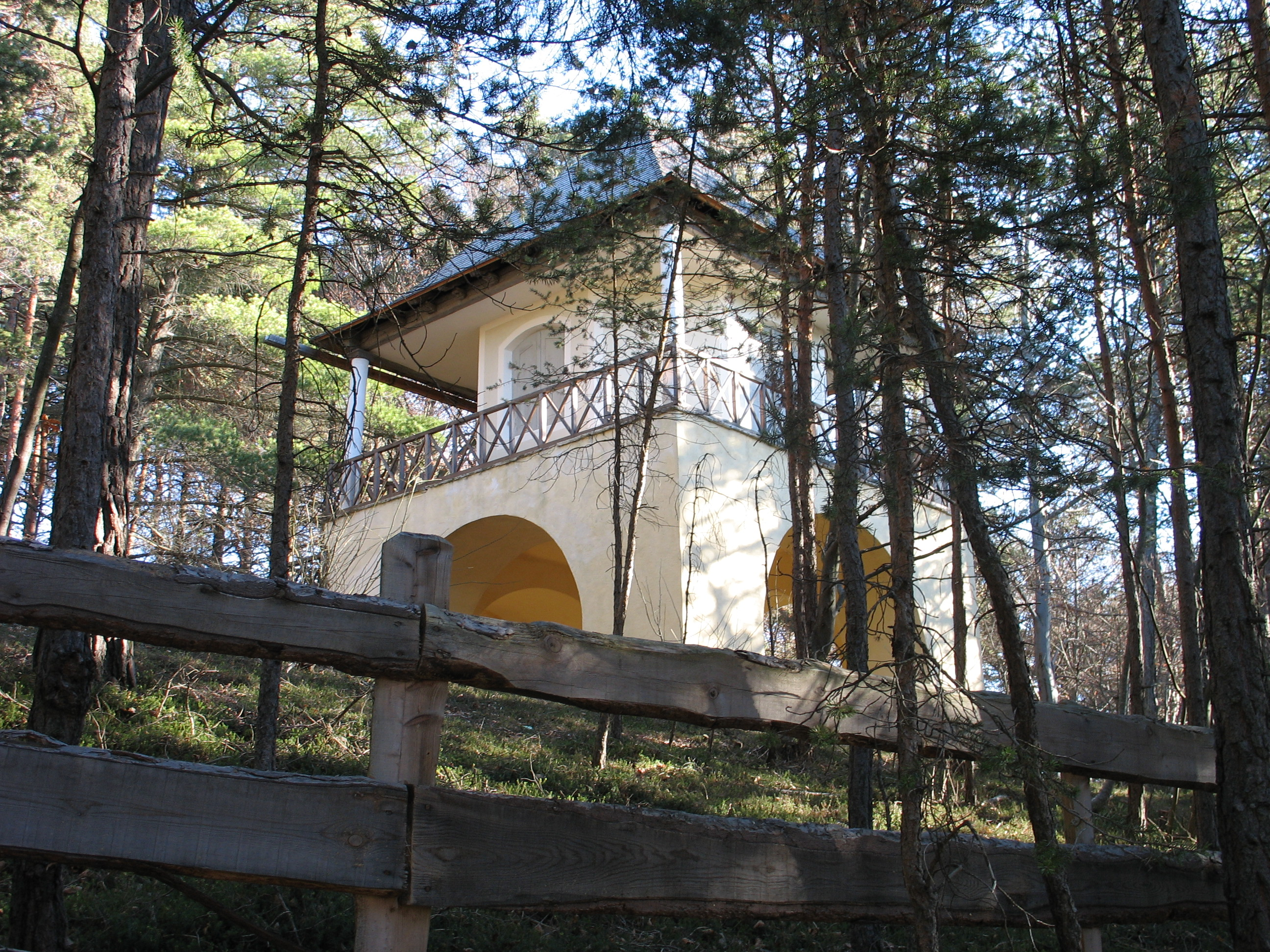
Menz-Gloriette am Grumeregg bei Maria Himmelfahrt

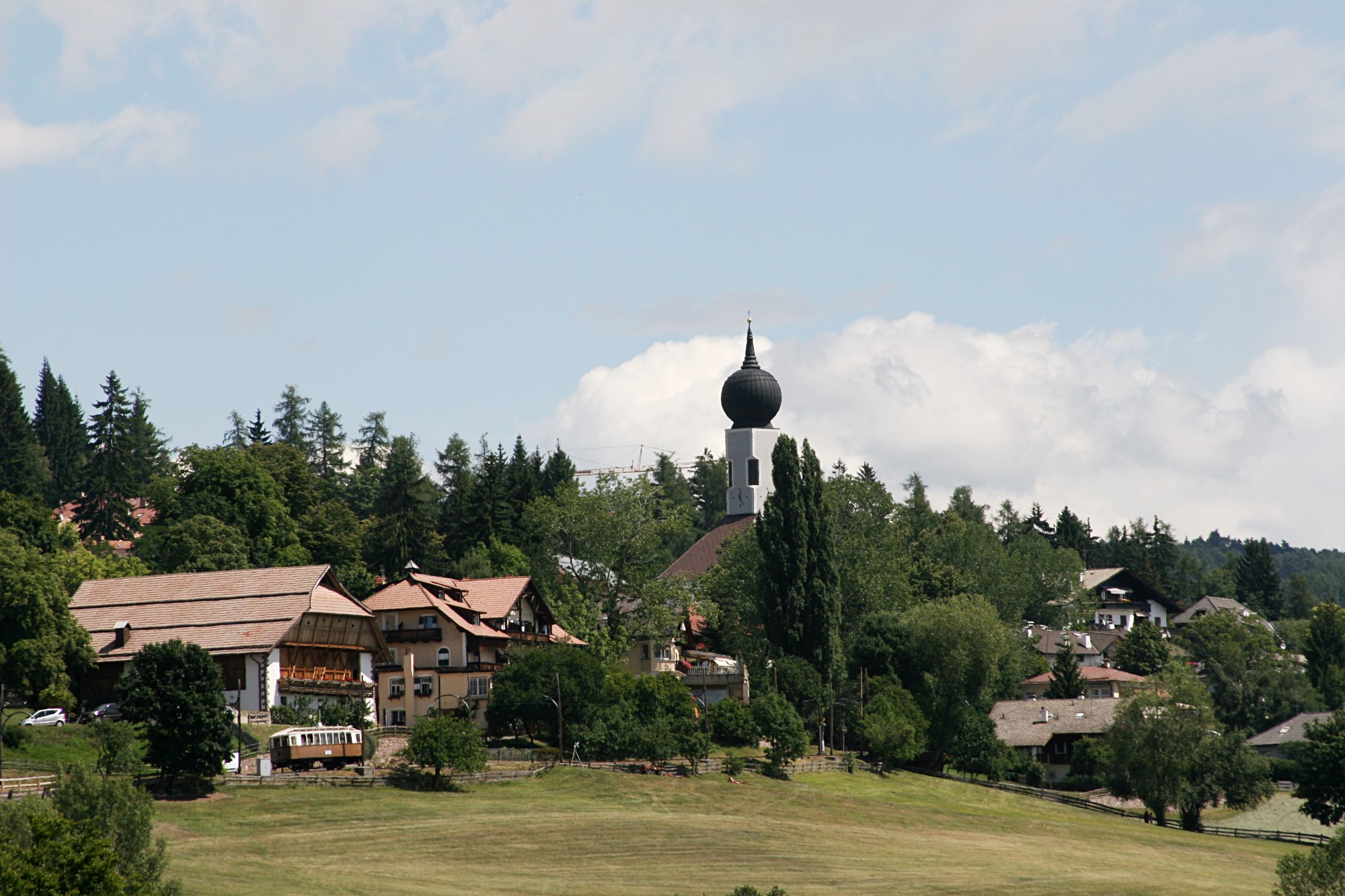
Die Rittner Bahn zwischen Oberbozen und Maria Himmelfahrt

- Die Oberbozener Erdpyramiden stehen im vom Rivelaunbach durchflossenen Katzenbachtal unterhalb Oberbozens.
- Die St.-Georgs-und-Jakobs-Kirche stammt aus dem späten 13. Jahrhundert und zeigt im Inneren mittelalterliche Fresken.
- Die Kapelle Maria Schnee in der Ortsmitte war ursprünglich ein Privatoratorium der Familien von Zeno und Menz aus dem frühen 18. Jahrhundert.[7]
- Im Ortsteil Maria Himmelfahrt, wo sich auch die alte Pfarrkirche Maria Himmelfahrt befindet, haben sich Bozener Patrizier und Aristokraten im 17. Jahrhundert Sommerfrischhäuser, einen Schießstand und eine Gloriette gebaut.
- Die neue Pfarrkirche Oberbozen (erbaut von 1989 bis 1991) ist dem seliggesprochenen Pater Rupert Mayer (1876–1945) geweiht.
- Die sogenannte Rittner Bahn verbindet Oberbozen mit Klobenstein und Maria Himmelfahrt auf der anderen Seite. Während der Fahrt hat man panoramaartige Aussichten auf den Schlern, den Rosengarten und andere Berge der Südtiroler Dolomiten[8].
- Kirchtags-Umzug am 15. August (Mariä Himmelfahrt): üblicherweise um 14:00 Uhr Umzug mit vielen Trachtengruppen, Musikkapellen und Darstellern traditioneller Berufe und Bräuche. Anschließend eines der schönsten Kirchtagsfeste Südtirols.

## Rittner Bahn und Rittner Seilbahn

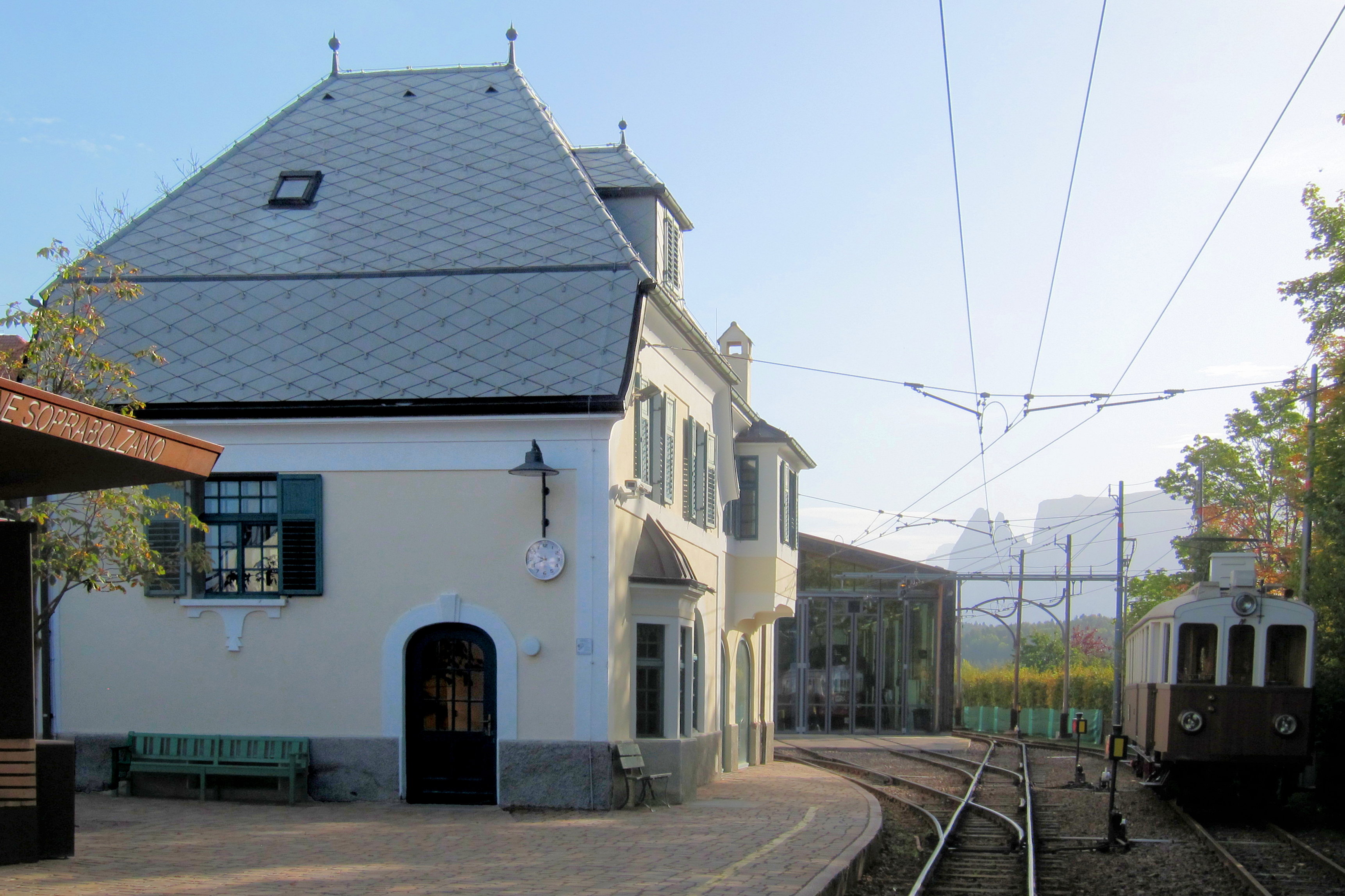
Empfangsgebäude der Rittner Bahn in Oberbozen

Der Tourismus war auch der Auslöser für den Bau der Rittner Bahn. Am 13. August 1907 wurde Oberbozen durch diese erstmals durch den öffentlichen Nahverkehr erschlossen, um die Steigung zu bewältigen war sie teilweise als Zahnradbahn ausgeführt. Bis zu diesem Zeitpunkt gab es nur einen Karrenweg. Vom Ausgangspunkt, dem Bozner Waltherplatz, fuhr die Bahn über Maria Himmelfahrt nach Oberbozen und schlussendlich zur Endbahnhof Klobenstein. Grund für die Errichtung einer solchen Fortbewegungsmöglichkeit war vor allem der Fremdenverkehr am Ritten. Nach dem Zweiten Weltkrieg, und somit mehrere Jahrzehnte nach dem Bau der Bahn, traten erste technische Mängel gehäuft auf. 1969 sollte außerdem eine neue Straße auf den Ritten eröffnet werden, weshalb eine Reparatur der alten Zahnradbahn nicht profitabel gewesen wäre. Es wurde angedacht, eine Seilbahn zu errichten. Am 3. Dezember 1964 ereignete sich ein schwerer Unfall, bei dem ein talwärts fahrender Zug entgleiste, vier Personen in den Tod riss und mehrere Schwerverletzte zurückließ. Durch diesen Unfall wurde der Bau der Seilbahn beschleunigt, am 16. Juli 1966 ging diese in Betrieb. Die Bahnstrecke von Maria Himmelfahrt nach Klobenstein sollte eigentlich auch geschlossen, konnte aber doch noch erhalten werden. Heute ist sie eine der wichtigsten touristischen Attraktionen am Ritten. Am 23. Mai 2009 wurde die Pendelbahn von der neuen Umlaufbahn abgelöst.

## Persönlichkeiten
In Oberbozen geboren wurden:
- Jakob Anton von Zallinger zum Thurn (1735–1813), Kirchenrechtler und Philosoph
- Hans von Hoffensthal (1877–1914), österreichischer Schriftsteller
- Robert Scheuch (1896–1974), österreichischer Politiker

Mit Oberbozen in Verbindung stehen: 
- Bronisław Malinowski (1884–1942), britisch-polnischer Anthropologe, der in den 1920er-Jahren mit seiner Familie mehrere Sommer in Oberbozen verbrachte. Am Malinowski-Haus erinnert eine Gedenktafel an ihn.
- Eberhard Arnold (1883–1935), deutscher Theologe, hielt sich mit seiner Familie von April 1913 bis zum Kriegsausbruch 1914 im Pichler-Hof auf und war damit der Heimat der Tiroler Täufer nahe.
- Lion Feuchtwanger (1884–1958), deutscher Schriftsteller, wollte im September 1930 mit Frau Marta bei der Literatin Eva Boy Station machen, die sich in der „Villa Reißig“ aufhielt.